# Aclis ascaris
Aclis ascaris es una especie de micromolusco gasterópodo terrestre y marino de la familia Aclididae que alcanza hasta 6 mm (aunque la mayoría tienen unos 2-3 mm) y que muestra una concha alargada y blanca que presenta a lo largo de su superficie cuatro finos cordones espirales que recorren las espiras hasta el ápice.
Esta es una especie infralitoral que vive enterrada en la arena a unas profundidades que oscilan entre 0 y 5 metros.

## Distribución
La especie está extendida por las costas del océano Atlántico y el mar Mediterráneo.